# The Devil on Nobel Street
The Devil on Nobel Street är gruppen Sounds Like Violence andra studioalbum, utgivet 2009 på Burning Heart Records.

## Låtlista
1. "The Devil on Nobel Street" - 3:14
2. "Reeperbahn" - 2:56
3. "Transparent" - 2:45
4. "The Emperor's New Clothes" - 3:38
5. "Darkness Over Eslöv Street" - 0:35
6. "Get Out of Bed" - 3:13
7. "Holy Schizophrenia!" - 2:33
8. "Bankruptcy" - 3:54
9. "Beast" - 2:56
10. "$5900" - 2:32
11. "1993" - 6:25

## Personal
- Andreas Söderlund – sång, elgitarr
- Daniel Teodorsson – bas, sång
- Daniel Petersson – trummor
- Philip Hall – gitarr, mixning

## Mottagande
Skivan snittar på 3,1/5 på Kritiker.se, baserat på tio recensioner.

### Fotnoter
1. ↑  ”The Devil on Nobel Street”. Discogs.com. http://www.discogs.com/Sounds-Like-Violence-The-Devil-On-Nobel-Street/release/2007631. Läst 2 februari 2012.
2. ↑  ”The Devil on Nobel Street”. Kritiker.se. https://kritiker.se/skivor/sounds-like-violence/the-devil-on-nobel-street/. Läst 2 februari 2012.